# Saint-Vincent-la-Châtre

Saint-Vincent-la-Châtre este o comună în departamentul Deux-Sèvres, Franța. În 2009 avea o populație de 579 de locuitori.